# Leyla Gencer
Leyla Gencer (Estambul, 10 de octubre de 1928 - Milán, 10 de mayo de 2008) fue una soprano turca, una de las pioneras del renacimiento del belcanto romántico en la última mitad del siglo XX.

## Biografía
Gencer pasó su niñez a la ciudad turca de Çubuklu, cerca del Bósforo. Empezó a estudiar canto en el Conservatorio de Estambul, pero después recibió lecciones privadas en Ankara con su maestra, la soprano italiana Giannina Arangi-Lombardi. Fue miembro del coro del Teatro Estatal Turco hasta su debut operístico en Ankara el año 1950, como Santuzza en Cavalleria rusticana. Durante los años immeditamente posteriores se convirtió en una figura muy conocida en su país, cantando muy a menudo en funciones para el Gobierno de Turquía.
En 1953, Gencer debutó en Italia, en el Teatro San Carlo de Nápoles como Santuzza. Volvió a Nápoles el año siguiente para las representaciones de Madama Butterfly y Eugenio Oneguin. En 1957 debutó en La Scala de Milán como Madame Lidoine en el estreno mundial de Diálogos de carmelitas de Francis Poulenc. A partir de entonces apareció regularmente en La Scala, interpretando diecinueve papeles diferentes desde 1957 hasta 1983, incluyendo Leonora en La forza del destino, Elisabetta en Don Carlo, Aida, Lady Macbeth en Macbeth, Norma, Ottavia en L'incoronazione di Poppea, y Alceste. También en La Scala interpretó a la Primera Dama de Canterbury en el estreno mundial de L'assassinio nella cattedrale de Pizzetti, el año 1958.
El año 1962 debutó en el Royal Opera House, el Covent Garden como Elisabetta di Valois y como Donna Anna en Don Giovanni. Hizo su debut en los Estados Unidos en la Ópera de San Francisco el año 1956 como Francesca en Francesca da Rimini. También actuó en otros teatros de ópera estadounidenses, pero nunca lo hizo en el Metropolitan Opera House, a pesar de que hubo conversaciones con ella para una Tosca en 1956.
En 1985 se retiró de los escenarios en La Fenice, con La Prova di un'opera seria de Francesco Gnecco. No obstante continuó dando recitales hasta 1992. Fue maestra, habiéndose hecho cargo en 2007 de la escuela de jóvenes intérpretes de La Scala por decisión del director musical de la institución, Riccardo Muti.
Desde muchos puntos de vista, la carrera de Gencer fue paralela a la de Virginia Zeani. A pesar de que esta última era rumana y Gencer turca, ambas desarrollaron la mayor parte de sus carreras en Italia y en papeles belcantistas desde principios de los años 1950 hasta la mitad de los años 1980, y cada una de ellas tuvo un repertorio de más de setenta papeles. También ambas hicieron pocas grabaciones comerciales; no obstante, existen numerosas grabaciones "piratas" de sus interpretaciones. Leyla Gencer estuvo asociada principalmente con las heroínas de las óperas de Donizetti.
A lo largo de su carrera, Gencer fue aclamada como destacada intérprete de las obras de Donizetti. Entre las más conocidas de estas interpretaciones hace falta mencionar las de Belisario, Poliuto, Anna Bolena, Lucrecia Borgia, Maria Stuarda y Caterina Cornaro. Pero su interpretación más reconocida y aclamada fue la de la ópera Roberto Devereux, que cantó en Nápoles en 1964. Además de los papeles de bel canto que le dieron fama, su repertorio también incluyó obras de Prokófiev, Mozart y Puccini. Apareció en producciones de óperas poco habituales, o en la recuperación de obras olvidadas, como por ejemplo La Falena de Antonio Smareglia, Elisabetta, regina d'Inghilterra de Rossini, Agnes von Hohenstaufen de Gaspare Spontini, en italiano, Saffo de Pacini, o Alceste de Gluck.
Falleció a los 79 años, en la ciudad de Milán, Italia por una falla cardiorrespiratoria, el 10 de mayo de 2008. Por su expresa voluntad, sus cenizas fueron esparcidas en el Bósforo, que tanto quiso.

## Premios y distinciones
- En 1988, el Presidente de Turquía la nombró "Artista del Estado".
- Desde 1996 tiene lugar en Estambul el Concurso de Canto "Leyla Gencer"
- En 2002 recibió el prestigioso "Premi d'Honor Puccini", de The Licia Albanese-Puccini Foundation en el Lincoln Center de Nueva York.
- En 2004, la ceca turca acuñó una moneda conmemorativa con su imagen, por valor de 10 dólares estadounidenses.

## Discografía
- Bellini: Norma / 1966, de Fabritiis, Gencer, Cossotto, et al
- Bellini: Norma / 1965, Gavazzeni, Gencer, Simionato, et al.
- Bellini: Beatrice di Tenda1964 / Gui, Gencer, Zanasi, et al.
- Bellini: I Puritani 1961 / Quadri, Gencer, Raimondi, et al.
- Pacini: Saffo 1967 / Gencer, Del Bianco, Mattiucci.
- Cherubini: Medea 1968/ Gencer, Bottion, et al.
- Mayr: Medea in Corinto 1976/ Ferro, Gencer, Johns.
- Gluck: Alceste 1967/ Gui, Gencer, Picchi.
- Chopin: Canciones polonesas; Liszt / Leyla Gencer, Nikita Magaloff.
- Donizetti: Anna Bolena 1958/ Gavazzeni, Gencer, Simionato, et al.
- Donizetti: Anna Bolena 1965/ Gavazzeni, Gencer, Cava, et al.
- Donizetti: Caterina Cornaro 1972 / Cillario, Gencer, Aragall.
- Donizetti: Les Martyrs / 1975 Camozzo, Gencer, Bruson, et al.
- Donizetti: Les Martyrs / 1978 Gelmetti, Gencer, Bruson, et al.
- Donizetti: Lucrecia Borgia / 1970 Gracis, Gencer, Raimondi et al.
- Donizetti: Lucrezia Borgia / 1966 Franci, Gencer, Aragall, Petri et al.
- Donizetti: Maria Stuarda / 1967 Molinari-Pradelli, Gencer, Verrett, Tagliavini et al.
- Donizetti: Messa di Requiem / Gavazzeni, Teatro La Fenice
- Donizetti: Roberto Devereux 1964 / Gencer, Cappuccilli, et al.
- Donizetti: Belisario 1969 / Gavazzeni, Gencer, Taddei et al.
- Mozart: Don Giovanni 1960/ Molinari-Pradelli, Gencer, Petri, Bruscantini, Stich-Randall et al
- Mozart: Don Giovanni 1962/ Solti, Gencer, Jurinac, Freni
- Ponchielli: La Gioconda 1971 / de Fabritiis, Gencer, Raimondi.
- Zandonai: Francesca da Rimini 1961 / Capuana, Gencer, Cioni et al.
- Rossini: Elisabetta, Regina d'Inghilterra 1971/ Sanzogno, Gencer, Grilli.
- Verdi: I due Foscari 1957/ Serafin, Gencer, Guelfi.
- Spontini: "La vestale" 1969 (Palermo) Previtali,Gencer,Bruson,Merolla.
- Verdi:  La battaglia di Legnano 1959/ Gencer, Limarilli.
- Verdi: Rigoletto 1961/ Quadri, Gencer, McNeil, Raimondi.
- Verdi: Gerusalemme 1963/ Gavazzeni, Gencer, Aragall, Guelfi.
- Verdi: I vespri siciliani 1965/ Gavazzeni, Gencer, et al.
- Verdi: Macbeth 1960/ Gui, Gencer, Taddei, Picchi et al.
- Verdi: Macbeth 1968/ Gavazzeni, Gencer, Guelfi, Corradi, et al.
- Verdi: Attila 1972/ Silipigni, Gencer, Hines.
- Verdi: Ernani 1972/ Gavazzeni, Gencer, Bergonzi.
- Verdi: Simon Boccanegra 1961/ Gavazzeni, Gobbi, Gencer.
- Verdi: Il Trovatore 1957/Previtali, Gencer, Del Monaco, Barbieri, Bastianini.
- Verdi: Un ballo in maschera 1961/ Gencer, Bergonzi.
- Verdi: Aida 1956/ Capuana, Gencer, Bergonzi, Cossotto.
- Verdi: La forza del destino 1957/ Serafin, Gencer, Di Stefano.
- Verdi: La forza del destino 1965/ Molinari Pradelli, Gencer, Bergonzi.